# Sarabandes
Sarabandes is het derde studioalbum van Minimum Vital. 

## Inleiding
De eerste twee albums Envol triangles en Les saisons marines werden alleen uitgebracht op respectievelijk muziekcassette en cassette/elpee. Musea Records zag echter in tijden van teruglopende belangstelling voor progressieve rock toch een mogelijkheid het derde album wel uit te brengen op compact disc. Minimum Vital zou nog jarenlang aan het platenlabel verbonden blijven. Het album is opgenomen onder leiding van geluidstechnicus Jean-Paul Trombert in de studio Studio System in Château-l'Évêque.
Terugkijkend werden vooral vergelijkingen gemaakt met Gentle Giant, waarbij gesteld werd dat de Franse equivalent het niveau van de Britse band wel naderde, maar niet evenaarde. Hetzelfde gold voor de vergelijkingen met de zachte kant van Yes en Camel. 
De titel verwijst naar Sarabande een dansvorm en muziekgenre.

## Musici
- Thierry Payssan – toetsinstrumenten, accordeon
- Eric Rebeyrol – basgitaar
- Christophe Godet – drumstel, drummachine
- Jwan-Luc Payssan – gitaren

Met
- Antoine Guerber –zang (Hymne et danse)

## Muziek
| Nr. | Titel                                     | Duur |
| --- | ----------------------------------------- | ---- |
| 1.  | Le chant du monde (Payssan, Payssan)      | 7:34 |
| 2.  | Porte sur l’éte (Payssan, Payssan)        | 2:52 |
| 3.  | Sarabande no I (Payssan, Payssan)         | 6:22 |
| 4.  | Cantiga de Santa Maria (Payssan, Payssan) | 3:48 |
| 5.  | Sarabande no II (Payssan, Payssan)        | 7:02 |
| 6.  | Hymne et danse (Payssan, Payssan)         | 8:49 |
| 7.  | Danza vital (Payssan, Payssan)            | 7:24 |
| 8.  | Le bal du diable (Payssan, Payssan)       | 1:32 |

Cantiga is een eerbetoon aan Alfons X van Castilië, koning en troubadour, en diens werk Cantigas de Santa Maria.